# 石仁愛
石仁愛修女（法語：Madeleine Severens，1918年—2010年6月4日），生於比利時，天主教聖母聖心傳教修女會修女。長期在馬祖地區為當地醫療奉獻服務，是第五屆醫療奉獻獎得主，並被譽為「臺灣德蕾莎」，馬祖當地居民暱稱她為「姆姆」。

## 生平
1918年，石仁愛出生於比利時近荷蘭邊界的一個農村家庭。後來，她畢業自魯汶大學護理系。1945年5月4日，她加入比利時聖心傳教修女會成為修女。
1947年，她抵達昆明，隨後在江西、內蒙古、北平等地服務。1953年，她被中國共產黨驅逐出境並返回比利時。
1966年，她抵達臺灣，在臺北聖若瑟醫院擔任助產士六年。
1973年，她前往金門服務。1976年，因聽聞馬祖醫療環境落後，她獨自乘軍艦前往當地。隨後，她任職於馬港天主堂外之「海星診所」，並奔波島上為上千居民接生；除接生外，她也為老人及婦女提供醫療服務。
1995年，她獲得臺灣第五屆醫療奉獻獎。
她於退休後返回比利時定居魯汶聖母聖心院退休修女之家；並病逝於2010年6月4日。
2010年6月5日上午，她的遺體在舉行殯葬彌撒後被安葬修會總院墓園。

## 紀念
- 馬祖南竿有一條道路被命名為「石姆姆路」。[9]

## 相關著作
- 《愛者：石仁愛修女在馬祖》，林保寶，天下文化，2001。
- 《台灣的臉孔：11位帶來愛、希望與勇氣的天使》， 須文蔚、廖宏霖、陳啟民、謝其濬、陳栢青、馬思源，遠流，2013。

## 外部連結
- 馬祖的石仁愛修女「 姆姆」 - 在比利時的訪談 （页面存档备份，存于）
- 石仁愛修女拒絕離開南竿鄉 （页面存档备份，存于）- 美聯社（英文）